# Rollo de canela

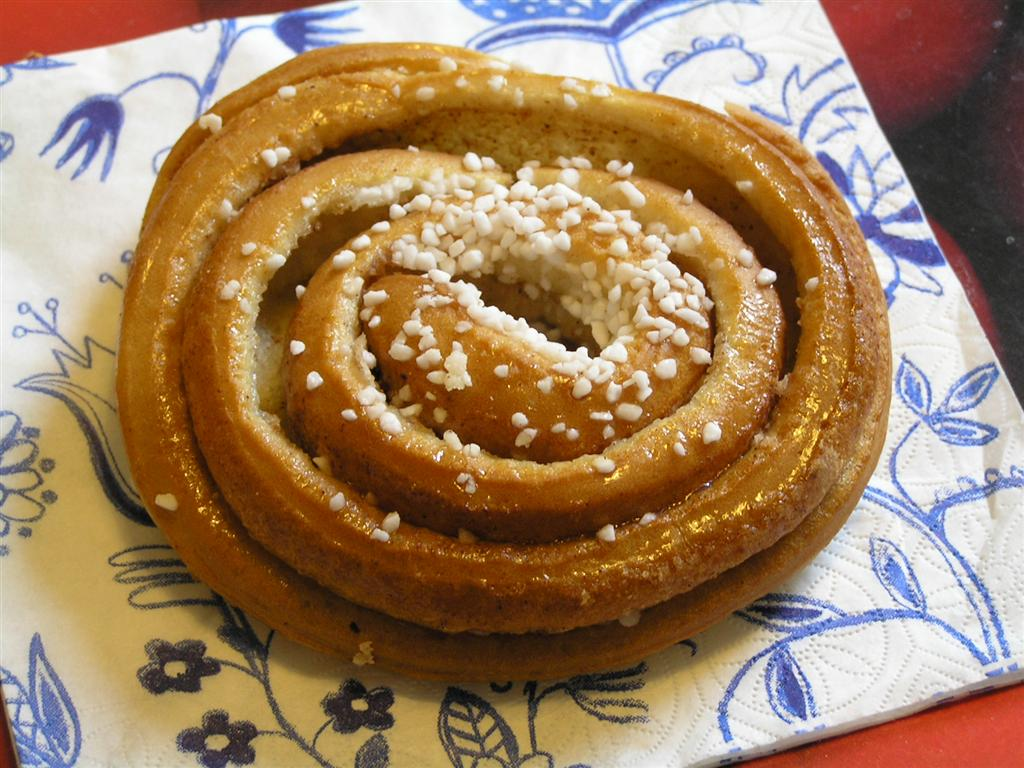
Un rollo de canela sueco con azúcar cande

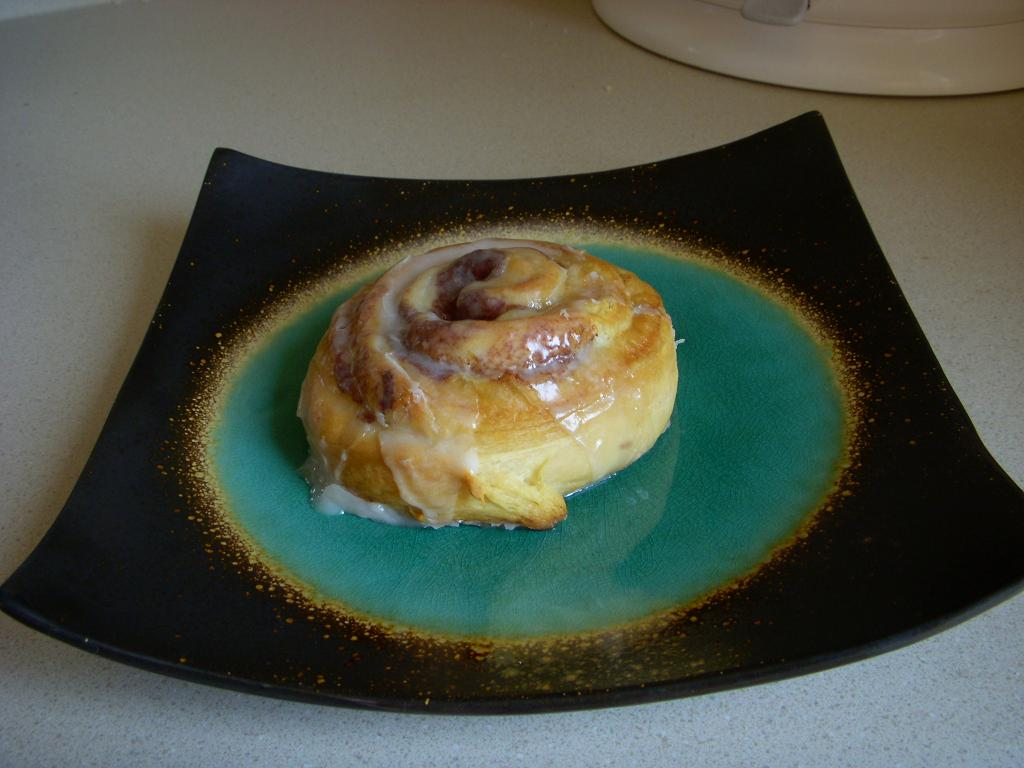
Rollo de canela glaseado

El rollo de canela, es un tipo de pan dulce creado en la década de 1920 en Suecia y Dinamarca. Si bien era conocido desde la segunda mitad del siglo XIX, solo era horneado en hogares con suficientes recursos económicos, por el coste de sus ingredientes.
Terminada  la Primera Guerra Mundial, y la existente escasez de harina refinada, azúcar y canela, aparecieron en las pastelerías nuevos tipos de pan dulce. El rollo de canela no debe ser confundido con el Wienerbrød.
En la actualidad, es una especialidad repostera típica de los Estados Unidos y del norte de Europa. En Suecia se lo conoce con el nombre de "kanelbulle". Es un panecillo muy popular para acompañar el café. Desde 1999, se celebra el Día del Rollo de Canela, cada 4 de octubre. 
Consiste en un rollo de masa abriochada con canela y mezcla de azúcar (y pasas en algunos casos), rociado sobre una delgada capa de mantequilla. La masa es enrollada, cortada en porciones individuales y horneada. A los rollos de canela se les glasea con azúcar o una crema de queso.